# Montferrer
Montferrer (in catalano Montferrer) è un comune francese di 207 abitanti situato nel dipartimento dei Pirenei Orientali nella regione dell'Occitania.

## Società

### Evoluzione demografica
Abitanti censiti